# 3e régiment de bersagliers

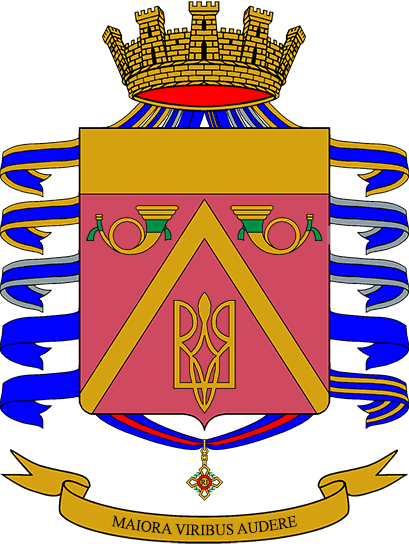
Blason du 3e régiment de bersagliers

Le 3e régiment de bersagliers est un régiment de bersagliers (tirailleurs) basé à Milan à proximité de la Caserne Mameli. C'est le régiment le plus décoré d'Italie. Sa devise est Maiora viribus audere.

## Composition
Le 3e régiment de bersagliers se compose d'une compagnie d’État-major, d'une compagnie de soutien logistique et du 18e bataillon de bersagliers « Poggio Scanno »

### Le18ebataillonde bersagliers « Poggio Scanno »
Le 18e bataillon de bersagliers est l'unité active du régiment. Il est composé de 5 compagnies :
- 3 compagnies d’assaut (fucilieri d'assalto)
- 1 compagnie de mortier « Tigre »
- 1 compagnie antichars.

### L'entre-deux-guerres
À la fin de la Première Guerre mondiale, le 3e régiment de bersagliers subit plusieurs transformations dont la suppression du 3e bataillon cycliste en 1919. Le 23 mars 1935, le régiment est mobilisé pour participer aux opérations en Afrique Orientale qui prennent le nom de Guerre d'Éthiopie. Pour ce faire 4 bataillons sont reformés au sein du régiment : le XVIIIe, XXe, XXVe et le LXXXII, tous à pied. Le 3e régiment arrive en Afrique en mai 1935 et est incorporé dans la division Sabauda. Les bersagliers participent à l'avancée en prenant part à la bataille de Tembien. Des unités du régiment participent à la bataille de Keren en 1941.